# André Joseph Lafitte-Clavé
Pour les articles homonymes, voir Lafitte.
André Joseph Lafitte-Clavé, né le 23 février 1740, dans le domaine de Clavé près de Moncrabeau (Gascogne) et mort en prison le 11 février 1794 à Perpignan (Pyrénées-Orientales), est un général de brigade de la Révolution française.

## États de service
Il entre en service le 1er janvier 1760, à l’école du génie de Mézières, avant d’en sortir en 1761, avec son diplôme d'ingénieur et avec le grade de lieutenant.
Il est nommé capitaine le 12 novembre 1770, et en 1783, il est envoyé à Constantinople, chargé par La Porte, d’un commandement dans la guerre contre la Russie. Il est fait chevalier de Saint-Louis en 1785, et major en 1786. Il passe chef de bataillon le 28 septembre 1788, et sous-brigadier le 19 octobre suivant.
Il est nommé colonel le 1er avril 1791, et en 1792, il passe à l’armée du nord, en qualité de commandant du corps du génie, et il fait la campagne de la Première Coalition en Belgique.
Il est promu général de brigade le 25 octobre 1792, il est affecté à l’armée des Pyrénées occidentales sous les généraux Servan et Lacuée. Il entame ensuite une tournée d'inspection des frontières et se met au service de l'armée des Pyrénées orientales à Perpignan. Malgré les services importants qu’il rend, il est suspendu le 23 décembre 1793.
Il est arrêté le 10 janvier 1794, sur ordre des représentants du peuple Milhaud et Soubrany. Son innocence reconnue, l’ordre d’élargissement ainsi que le brevet de général de division arriveront trop tard car il meurt le 11 février 1794, dans sa prison du Castillet à Perpignan, veille de l’arrivée du courrier.
Il est l’auteur de deux ouvrages :
- Mémoire militaire sur la frontière nord, édité en 1779.
- Traité élémentaire de castramétation et de fortification passagère, édité en 1787.